# Šestkotno tlakovanje
Šestkotno tlakovanje je pravilno tlakovanje evklidske ravnine, kjer se po trije šestkotniki srečajo v vsakem oglišču. Tlakovanje ima Schläflijev simbol {6,3} ali t{3,6}.
Notranji kot šestkotnika je enak 120º in tako trije šestkotniki tvorijo skupaj 360º. Tlakovanje je eno izmed treh pravilnih tlakovanj ravnine. Ostali dve sta še trikotno tlakovanje in kvadratno tlakovanje.

## Uporaba
Šestkotno tlakovanje je najgostejši način za razmeščanje krožnic v dveh razsežnostih. Izrek za satovje pravi, da je šestkotno tlakovanje najboljši način za delitev površine na področja z najmanjšimi skupnimi obsegi.   
Šestkotno tlakovanje se pojavlja v mnogih kristalih. V treh razsežnostih sta ploskovno centriran sistem in šestkotno gosto pakiranje običajna kristalna sistema. Sta tudi najgostejše znano pakiranje krogel v treh razsežnostih. Strukturno vsebuje vzporedne plasti  šestkotnega tlakovanja, kar je podobno strukturi grafita.
- Najgostejše pakiranje krožnic izgleda kot šestkotniki
- Ograja
- Grafen
- Ogljikove nanocevke izgledajo kot šestkotno tlakovanje na površini valja

Šestkotno tlakovanje se pojavlja v mnogih kristalih. V treh razsežnostih sta to ploskovno centriran kubični sistem in šestkotno gosto pakiranje, ki sta najbolj pogosti kristalni strukturi. Sta najgostejši pakiranji v treh razsežnostih in sta verjetno optimalni. Vsebujeta vzporedne plasti šestkotnega tlakovanja, ki je podobno strukturi grafita. Od njega se razlikuje samo v  razdaljah plasti med seboj.  Ploskovno centriran kubični sistem spada med bolj pravilne. Tako baker med ostalimi tvori ploskovno centrirano kubično mrežo.  

## Uniformno barvanje
Obstajajo tri različna uniformna barvanja šestkotnega tlakovanja. Vsa lahko generiramo s pomočjo zrcalne simetrije Wythoffove konstrukcije. Oznaka (h,k) pomeni periodično ponavljanje samo ene pobarvane ploščice, kjer  štejemo šestkotno razdaljo  h kot prvo in k kot drugo   
| k-uniformno                   | 1-uniformno      | 1-uniformno      | 1-uniformno      | 2-uniformno      | 2-uniformno      | 3-uniformno     | 3-uniformno     |
| ----------------------------- | ---------------- | ---------------- | ---------------- | ---------------- | ---------------- | --------------- | --------------- |
| Slika                         |                  |                  |                  |                  |                  |                 |                 |
| Barve                         | 1                | 2                | 3                | 2                | 4                | 2               | 7               |
| (h,k)                         | (1,0)            | (1,1)            | (1,1)            | (2,0)            | (2,0)            | (2,1)           | (2,1)           |
| Schläflijev simbol            | {6,3}            | t{3,6}           | t0,1,2{3[3]}     |                  |                  |                 |                 |
| Wythoffov simbol              | 3 \| 6 2         | 2 6 \| 3         | 3 3 3 \|         |                  |                  |                 |                 |
| Simetrija                     | *632 (p6m) [6,3] | *632 (p6m) [6,3] | *333 (p3) [3[3]] | *632 (p6m) [6,3] | *632 (p6m) [6,3] | 632 (p6) [6,3]+ | 632 (p6) [6,3]+ |
| Coxeter-Dinkinov diagram      |                  |                  |                  |                  |                  |                 |                 |
| Conwayjeva notacija poliedrov | H                | tH               | teH              | t6daH            | t6dateH          |                 |                 |

Barvanje tlakovanja s tremi barvami je vrsta teselacije, ki jo generirajo permutaedri reda 3.

## Topološko identična tlakovanja
Šestkotno tlakovanje lahko prilagodimo tudi drugim geometrijskim razmerjem in različnim simetrijam. 
Običajni zid iz opek se lahko obravnava kot šestkotno tlakovanje. Vsaka opeka ima oglišče, ki je vključeno med dve oglišči, ki ju deli na dva vzporedna roba. 
Lahko bi ga razbili tudi na  kiralna valujočega vzorca s tremi smermi, ki razbijejo nekatere šestkotnike v paralelograme. Valujoči vzorec s štirimi obarvanimi stranskimi ploskvami ima vrtilno simetrijo 632 (p6) simetrijo. Herringbonov vzorec je tudi popačeno šestkotno tlakovanje.
| Pravilni šestkotniki | Šestkotno tkanje      |
| p6m (*632)           | p6 (632)              |
| -------------------- | --------------------- |
|                      |                       |
|                      |                       |
| Zidni vzorec         | Herringbononov vzorec |
| p4g (4*2)            |                       |
| \|                   |                       |

## Sorodni poliedri in tlakovanja
Ta vrsta tlakovanja je topološko sorodna s pravilnimi poliedri, ki imajo sliko oglišč n3 kot del, ki se nadaljuje v hiperbolično ravnino.
| (33) | (43) | (53) | Slika:Uniform polyhedron-63-t0.svg · (63) tlakovanje | (73) tiling |

So povezane z uniformnimi prisekanimi poliedri s sliko oglišč n.6.6.
| Sferna/Ravninska simetrija | *332 [3,3] Td | *432 [4,3] Oh | *532 [5,3] Ih | *632 [6,3] P6m | *732 [7,3] | *832 [8,3] |
| Red simetrije              | 24            | 48            | 120           | ∞              | ∞          | ∞          |
| Coxeter Schläfli           | t0,1{3,3}     | t0,1{3,4}     | t0,1{3,5}     | t0,1{3,6}      | t0,1{3,7}  | t0,1{3,8}  |
| -------------------------- | ------------- | ------------- | ------------- | -------------- | ---------- | ---------- |
| Prisekane oblike           | 3.6.6         | 4.6.6         | 5.6.6         | 6.6.6          | 7.6.6      | 8.6.6      |
| n-kisne oblike             | V3.6.6        | V4.6.6        | V5.6.6        | V6.6.6         | V7.6.6     |            |

To tlakovanje je del zaporedja prisekanih rombskih poliedrov s simetrijo [n,3] Coxeterjeve grupe. Na kocko lahko gledamo kot na rombski heksaeder , ki ima rombe kot kvadrate. Prisekane oblike imajo pravilne n-kotnike na prisekanih ogliščih in nepravilne šestkotne stranske ploskve. Zaporedje ima dve sliki oglišč (n.6.6) in (6,6,6).
| Poliedri                    | Poliedri                     | Poliedri                        | evklidsko tlakovanje | hiperbolično tlakovanje | hiperbolično tlakovanje |
| [3,3]                       | [4,3]                        | [5,3]                           | [6,3]                | [7,3]                   | [8,3]                   |
| --------------------------- | ---------------------------- | ------------------------------- | -------------------- | ----------------------- | ----------------------- |
| kocka                       | rombski dodekaeder           | rombski triakontaeder           | rombil               |                         |                         |
| alternirana prisekana kocka | prisekani rombski dodekaeder | prisekani rombski triakontaeder | šestkotno tlakovanje |                         |                         |

Šeststrano tlakovanje lahko smatramo kot podaljšano rombsko tlakovanje, kjer se vsako oglišče rombskega tlakovanja nadaljuje v nov rob. To je podobno kot pri rombskem dodekaedru in rombo šestkotni teselaciji v treh razsežnostih.
| Rombsko tlakovanje | šestkotno tlakovanje | Uporaba v ograji |

## Wythoffove konstrukcije iz šestkotnih in trikotnih tlakovanj
Podobno kot je osem uniformnih poliedrov je tudi osem uniformnih tlakovanj, ki so osnovane na pravilnem šestkotnem tlakovanju ali njegovem dualnem tlakovanju trikotnem tlakovanju.
Če narišemo ploščice tlakovanja pobarvane rdeče na njihovih prvotnih stranskih ploskvah, rumeno na njihovih prvotnih ogliščih in modro na njihovih prvotnih robovih, dobimo osem oblik. Od njih je samo sedem topološko različnih. Prisekano trikotno tlakovanje je pri tem identično s šestkotnim tlakovanjem.
| sferna/ravninska simetrija | *332 [3,3] Td | *432 [4,3] Oh | *532 [5,3] Ih | *632 [6,3] P6m | *732 [7,3] | *832 [8,3] |
| Red simetrije              | 24            | 48            | 120           | ∞              | ∞          | ∞          |
| Coxeter Schläfli           | t0,1{3,3}     | t0,1{3,4}     | t0,1{3,5}     | t0,1{3,6}      | t0,1{3,7}  | t0,1{3,8}  |
| -------------------------- | ------------- | ------------- | ------------- | -------------- | ---------- | ---------- |
| Prisekane oblike           | 3.6.6         | 4.6.6         | 5.6.6         | 6.6.6          | 7.6.6      | 8.6.6      |
| n-kisne oblike             | V3.6.6        | V4.6.6        | V5.6.6        | V6.6.6         | V7.6.6     |            |

| Wythoff                    | 3 \| 6 2 | 2 3 \| 6  | 2 \| 6 3 | 2 6 \| 3  | 6 \| 3 2 | 6 3 \| 2  | 6 3 2 \|    | \| 6 3 2  |         |             |
| Schläfli                   | {6,3}    | t0,1{6,3} | t1{6,3}  | t1,2{6,3} | t2{6,3}  | t0,2{6,3} | t0,1,2{6,3} | s{6,3}    | h0{6,3} | h1,2{6,3}   |
| Coxeter-Dinkin             |          |           |          |           |          |           |             |           |         |             |
| -------------------------- | -------- | --------- | -------- | --------- | -------- | --------- | ----------- | --------- | ------- | ----------- |
| Slika konfiguracija oglišč | 6.6.6    | 3.12.12   | 3.6.3.6  | 6.6.6     | {36}     | 3.4.6.4   | 4.6.12      | 3.3.3.3.6 | (3.3)3  | 3.3.3.3.3.3 |